# Gemeentepark de Valkaart
Gemeentepark de Valkaart is een voormalig kasteeldomein in de West-Vlaamse plaats Oostkamp, gelegen aan Stationsstraat 99.

## Geschiedenis
In 1877 werd een kasteeltje gebouwd in opdracht van baron Arthur Pecsteen-Peers. Dit was Châlet Flore en naast dit kasteeltje was er ook een koetshuis, een conciërgewoning en een stal. In 1918 werd het goed gekocht door Kervyn de Merendré, die de naam van het huis veranderde in Le Chenoy. Dit huis werd in 1953 afgebroken en vervangen door een villa, die 't Valkennest werd gedoopt. Het domein werd in 1971 verkocht aan de gemeente Oostkamp. Deze restaureerde een deel van de gebouwen. Het koetshuis en de stallingen werden een cultureel centrum De Schakel. Eind jaren '80 van de 20e eeuw werd het park aangelegd. In 2001 werd een kapel op het terrein gebouwd.

## Domein
De villa wordt omgeven door graslanden en waterpartijen. De kleine Onze-Lieve-Vrouwekapel werd in 2001 gebouwd en verving een kapel van einde 19e eeuw. Het is een pijlerkapel.